# جزیره بروونی
جزیره بروونی (به انگلیسی: Bruny Island) جزیره‌ای است در جنوب شرقی تاسمانی که توسط کانال د انترکاستاکس از آن جدا شده است.
خلیج استورم در شمال شرقی این جزیره قرار دارد.

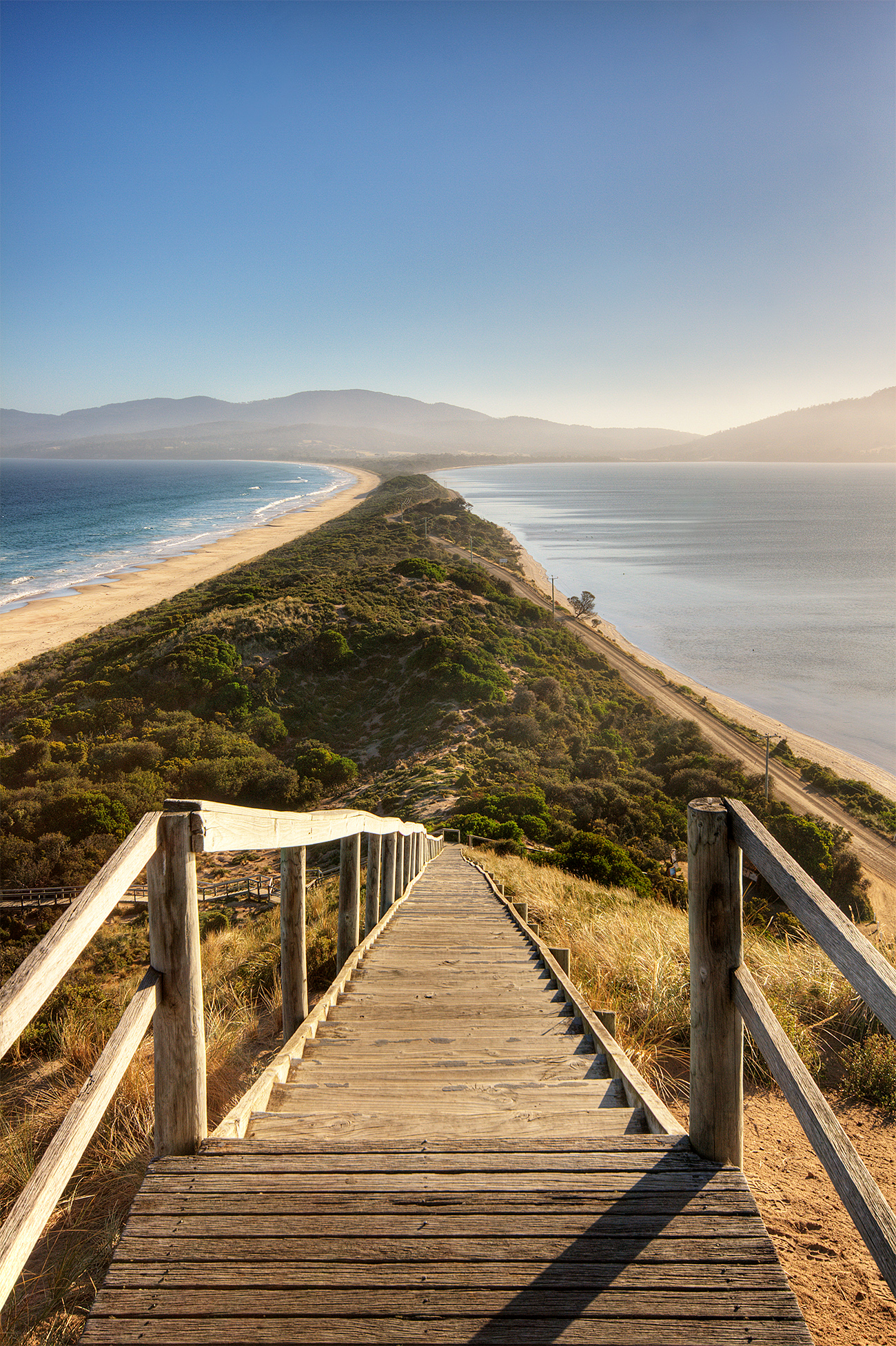
خط ارتباطی بین دو نیمه جزیره برونی

نام این جزیره و کانال از کاشف فرانسوی بروونی د انترکاستاکس گرفته شده است. نام بومی این جزیره "Alonnah Lunawanna" است.
جزیره بروونی در واقع دو جزیره است که توسط خط باریکی بهم چسبیده شده‌اند. نقش اصلی در اقتصاد این جزیره را صنعت توریسم و گردشگری دارد. در پارک ملی جنوب برونی در مرکز جزیره دیدنی‌هایی برای توریست‌ها قرار گرفته است.
از سال ۱۹۵۴ چهار مسیر برای قایقرانی به این جزیره انتخاب شده است.
این جزیره در اداره شهرداری کینگبورو است.